# 2012年ロンドンオリンピックのサッカー競技・アフリカ予選
2012年ロンドンオリンピックのサッカー競技・アフリカ予選は、アフリカサッカー連盟(CAF)所属の各チームにより競われる。

## 男子
39チームが参加する。出場枠は3.5。
ガボン、モロッコ、エジプトが本大会出場権を獲得、セネガルが大陸間プレーオフ出場権を獲得した。

## 女子
19チームが参加する。出場枠は2。
予選は4段階のホーム・アンド・アウェーのノックアウトトーナメントで行われ（予備予選・1次予選・2次予選・最終予選）、勝ち残った2チームが本大会出場権を得る。

### 予備予選
第1試合は2010年10月2日に、第2試合は2010年10月23日に開催された。
| 第1戦ホームチーム | 合計 得点 | 第2戦ホームチーム | 第1戦 結果 | 第2戦 結果 |
| ----------------- | --------- | ----------------- | ---------- | ---------- |
| ボツワナ          | 2 - 6     | ザンビア          | 1 - 4      | 1 - 2      |

### 1次予選
第1試合は2011年1月14日-16日に、第2試合は2011年1月28日-30日に開催された。
| 第1戦ホームチーム | 合計 得点 | 第2戦ホームチーム | 第1戦 結果           | 第2戦 結果           |
| ----------------- | --------- | ----------------- | -------------------- | -------------------- |
| アンゴラ          | 2 - 2(a)  | ナミビア          | 2 - 2                | 0 - 0                |
| コンゴ民主共和国  | 0 - 3     | エチオピア        | 0 - 0                | 0 - 3                |
| ギニア            | 1 - 7     | ガーナ            | 0 - 2                | 1 - 5                |
| カメルーン        | 6 - 0     | マリ              | 5 - 0                | 1 - 0                |
| ザンビア          | 1 - 5     | 南アフリカ共和国  | 1 - 2                | 0 - 3                |
| モロッコ          | 1 - 3     | チュニジア        | 0 - 3                | 1 - 0                |
| 赤道ギニア        | 不戦勝    | ガボン            | （ガボン棄権）       | （ガボン棄権）       |
| ナイジェリア      | 不戦勝    | コンゴ共和国      | （コンゴ共和国棄権） | （コンゴ共和国棄権） |

### 2次予選
第1試合は2011年4月1日-3日に、第2試合は2011年4月15日-17日に開催された。
| 第1戦ホームチーム | 合計 得点        | 第2戦ホームチーム | 第1戦 結果 | 第2戦 結果   |
| ----------------- | ---------------- | ----------------- | ---------- | ------------ |
| エチオピア        | (a)2 - 2         | ガーナ            | 1 - 0      | 1 - 2        |
| ※カメルーン       | 0 - 2            | 赤道ギニア        | 0 - 0      | 0 - 2        |
| 南アフリカ共和国  | 1 - 1 (PK 6 - 5) | チュニジア        | 1 - 0      | 0 - 1 (延長) |
| ナイジェリア      | 9 - 0            | ナミビア          | 7 - 0      | 2 - 0        |

※赤道ギニアは、出場資格のない選手を出場させたことから失格となり、代わりにカメルーンが最終予選に進出することとされた。

### 最終予選
第1試合は2011年8月26日-28日に、第2試合は2011年9月9日-11日に開催された。ただしナイジェリア対カメルーン戦については、第1試合が8月27日、第2試合が10月22日の開催に変更された。
| 第1戦ホームチーム | 合計 得点        | 第2戦ホームチーム | 第1戦 結果 | 第2戦 結果     |
| ----------------- | ---------------- | ----------------- | ---------- | -------------- |
| 南アフリカ共和国  | 4 - 1            | エチオピア        | 3 - 0      | 1 - 1          |
| ナイジェリア      | 3 - 3 (PK 3 - 4) | カメルーン        | 2 - 1      | 1 - 2 （延長） |